# Tierz
Tierz község Spanyolországban, Huesca tartományban. Tierz Huesca, Quicena és Loporzano községekkel határos. Lakosainak száma 825 fő (2024).

## Népesség
A település népessége az utóbbi években az alábbiak szerint változott:
| Lakosok száma | 181  | 243  | 585  | 646  | 714  | 734  | 754  | 771  | 822  | 825  |
|               | 2001 | 2004 | 2007 | 2009 | 2012 | 2014 | 2017 | 2019 | 2022 | 2024 |